# Brian Grazer
Brian Grazer, född 12 juli 1951 i Los Angeles i Kalifornien, är en amerikansk manusförfattare och filmproducent. 
Bland filmer Grazer producerat märks Apollo 13, Inside Man och Da Vinci-koden.
Fyra filmer Grazer producerat har nominerats till Oscars; Splash (1984), Apollo 13 (1995), Frost/Nixon (2008) samt A Beautiful Mind (2001). Den sistnämnda blev utsedd till bästa film på Oscarsgalan 2002 och belönades även med en Golden Globe Award för bästa film - drama. Prisen delades med Ron Howard.

## Eftermäle
Asteroiden 12562 Briangrazer är uppkallad efter honom.

## Filmografi (urval)
- 1984 – Splash (även manus)
- 1985 – Spioner är vi allihopa
- 1989 – Föräldraskap
- 1990 – Dagissnuten
- 1992 – Drömmarnas horisont
- 1992 – Snyltgästen (även manus)
- 1993 – Kär i karriären
- 1995 – Apollo 13
- 1996 – Sgt. Bilko
- 1996 – Fear
- 1996 – Den galna professorn
- 1996 – The Chamber
- 1996 – Ransom
- 1998 – Kod Mercury
- 1998 – Psycho
- 1998 – Simpsons, avsnitt When You Dish Upon a Star (gäströst i TV-serie)
- 1998 – Från jorden till månen (TV-serie)
- 1999 – EDtv
- 1999 – Knubbigt regn
- 1999–2000 – PJs (TV-serie)
- 2000 – Den galna professorn 2 - Klumps
- 2000 – Grinchen – julen är stulen
- 2001 – A Beautiful Mind
- 2002 – Blue Crush
- 2002 – 8 Mile
- 2003 – Intolerable Cruelty
- 2003–2006 – Arrested Development (TV-serie)
- 2004 – Friday Night Lights
- 2005 – Cinderella Man
- 2005 – Flightplan
- 2005 – Fun with Dick and Jane
- 2006–2008 – Friday Night Lights (TV-serie)
- 2006 – Inside Man
- 2006 – Da Vinci-koden
- 2007 – Entourage, avsnitt The Dream Team (gästroll i TV-serie)
- 2007 – American Gangster
- 2008 – Simpsons, avsnitt Lost Verizon (gäströst i TV-serie)
- 2008 – Changeling
- 2008 – Frost/Nixon
- 2009 – Änglar och demoner
- 2010 – Robin Hood
- 2011 – The Dilemma
- 2011 – Cowboys & Aliens
- 2011 – J. Edgar
- 2013 – Rush
- 2014 – The Good Lie
- 2016 – Inferno